# Zipi y Zape
Cet article concerne la bande dessinée. Pour le jeu vidéo, voir Zipi y Zape (jeu vidéo).

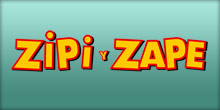
Le logo Zipi y Zape

Zipi y Zape est une série de bande dessinée.
- Scénario et dessin : José Escobar

Cette série constitue une référence des années 1950 du Tebeo (ou bande dessinée) espagnole.

## Synopsis
Cette paire de jumeaux, un blond et un brun, se caractérise principalement par les diableries qu'ils provoquent à la moindre occasion.
Les noms des protagonistes vient de l'expression zipizape, qui signifie « tumulte ».

## Personnages
- Don Minervo : maître sévère des jumeaux
- Don Pantuflo Zapatilla : mari de Doña Jaimita et père des jumeaux Zipi et Zape
- Doña Jaimita :femme de Don Pantuflo Zapatilla mère des jumeaux
- Peloto : compagnon de classe et ennemi des jumeaux. adulateur des grands en espagnol pelota
- Señores Plómez : amis casse pied des parents des jumeaux
- Heidi : surveillant de la cantine et de la cour
- Zipi y Zape : les jumeaux

## Publication
Zipi y Zape est la troisième bande dessinée espagnole la plus traduite après Mortadelo y Filemón.
Les histoires sont souvent courtes, de 1 à 8 pages, bien qu'il y en ait de 44 à 48 pages comme « El túnel del tiempo », ils seront publiés dans des Tebeos à couverture souple de près de 60 pages.

## Adaptations
Zipi y Zape a été adapté trois fois au cinéma sous les titres Las aventuras de Zipi y Zape (1982), Zip et Zap (2013) et Zip et Zap et l'Île du capitaine (2016).
Zipi y Zape a également été adapté en jeu vidéo.